# Eritema migrante
Per  eritema migrante  in campo medico, si intende una lesione della pelle che inizialmente si manifesta come una piccola papula rossa ma poi si diffonde per il corpo.

## Patologie correlate
Tale manifestazione è un segno diagnostico della malattia di Lyme, patologia sostenuta da Borrelia burgdorferi, una spirocheta scoperta nel 1981 trasmessa dal morso della zecca Ixodes dammini negli USA e Ixodes ricinus in Europa. La malattia di Lyme consiste in un interessamento inizialmente dermatologico, l'eritema migrante appunto. A partire da circa 14 giorni dopo il contatto con la zecca si nota un eritema che si diffonde centrifugalmente ("migra") rispetto al morso. Spesso vi è un anello di pelle pallida che si alterna al rossore.
Nei mesi e anni successivi all'infezione da Borrelia burgdorferi, si descrive un interessamento articolare, cardiocircolatorio e nervoso.

## Tipologia
Esiste una forma rara, denominata eritema necrolitico migrante.